# Gargi Vachaknavi
Gargi Vachaknavi (geboren omstreeks de 7e eeuw v.Chr.) was een Indiase natuurfilosofe en schriftgeleerde. Ze komt voor in de Upanishads - esoterische en filosofische verhandelingen die binnen het hindoeïsme als heilig beschouwd worden - wanneer ze deelneemt aan een filosofiewedstrijd. De tekst waarin haar verhaal voorkomt, is de vroegste geschreven bron waarin vrouwen actief deelnemen aan het rituele debat. Kennis was traditioneel het domein van mannen.